# 9e cérémonie des Tony Awards
La 9e cérémonie des Tony Awards, présentée par l'American Theatre Wing, a eu lieu le 27 mars 1955 au Plaza Hotel, à New York. Il a été diffusé à la radio par la National Broadcasting Company.

## Cérémonie
La cérémonie présentée par Frank Sinatra et Helen Hayes. La musique était de Meyer Davis et son orchestre. 

### Production
| Récompense   | Gagnant(e) |
| ------------ | --- |
| Best Play    | The Desperate Hours de Joseph Hayes et Jack Loveday. Produit par Howard Erskine et Joseph Hayes.                                                                                      |
| Best Musical | The Pajama Game. Livret de George Abbott et Richard Bissell, musique et paroles de Richard Adler et Jerry Ross (en). Produit par Frederick Brisson, Robert Griffith et Harold Prince. |

### Performance
| Récompense                         | Gagnant(e)                                       |
| ---------------------------------- | ------------------------------------------------ |
| Best Actor in Play                 | Alfred Lunt, Quadrille                           |
| Best Actress in a Play             | Nancy Kelly, The Bad Seed                        |
| Best Actor in a Musical            | Walter Slezak, Fanny                             |
| Best Actress in a Musical          | Mary Martin, Peter Pan                           |
| Best Featured Actor in a Play      | Francis L. Sullivan, Witness for the Prosecution |
| Best Featured Actress in a Play    | Patricia Jessel, Witness for the Prosecution     |
| Best Featured Actor in a Musical   | Cyril Ritchard, Peter Pan                        |
| Best Featured Actress in a Musical | Carol Haney, The Pajama Game                     |

### Artisans
| Récompense                          | Gagnant(e)                                     |
| ----------------------------------- | ---------------------------------------------- |
| Director-Play                       | Robert Montgomery, The Desperate Hours         |
| Choreographer                       | Bob Fosse, The Pajama Game                     |
| Scenic Designer                     | Oliver Messell, House of Flowers               |
| Costume Designer                    | Cecil Beaton, Quadrille                        |
| Best Conductor and Musical Director | Thomas Schippers, The Saint of Bleecker Street |
| Best Stage Technician               | Richard Rodda, Peter Pan                       |

Des prix spéciaux ont été remis à Proscenium Productions, une société Off-Broadway au Cherry Lane Theatre, pour la qualité et le point de vue généralement élevés présentés dans The Way of the World et Thieves Carnival. Le prix fut remit par Warren Enters, Robert Merriman et Sybil Trubin.